# Boris Nimwicki
Boris Nikołajewicz Nimwicki (ros. Борис Николаевич Нимвицкий, ur. 8 grudnia 1885 we Wesenbergu w guberni estońskiej, zm. 28 maja 1970 (lub 1969) w Moskwie) – radziecki polityk, sekretarz odpowiedzialny Baszkirskiego Komitetu Obwodowego RKP(b) (1922-1923).

## Życiorys
Urodzony w rodzinie szlacheckiej, uczył się w brukselskiej szkole elektrotechnicznej, 1903 wstąpił do SDPRR, po rozłamie w partii bolszewik. W grudniu 1905 aresztowany, w październiku 1906 zesłany do guberni tobolskiej, skąd 1907 zbiegł i wyemigrował do Szwajcarii, 1914 wrócił do Rosji. W 1917 był przewodniczącym komitetu rewolucyjnego w Kołpino, od 1918 członek ufijskiego komitetu RKP(b), w lutym-marcu 1919 przewodniczący ufijskiego gubernialnego komitetu rewolucyjnego, później zastępca przewodniczącego gubernialnego Sownarchozu w Ufie. Od sierpnia 1920 do grudnia 1921 sekretarz odpowiedzialny ufijskiego gubernialnego komitetu RKP(b), od września 1922 do 1923 sekretarz odpowiedzialny Baszkirskiego Komitetu Obwodowego RKP(b), od 1923 pracownik Ludowego Komisariatu Rolnictwa ZSRR, później Najwyższej Rady Gospodarki Narodowej ZSRR i Ludowego Komisariatu Inspekcji Robotniczo-Chłopskiej ZSRR. Odznaczony Orderem Lenina.
Pochowany na Cmentarzu Nowodziewiczym.